# Étienne Marchand

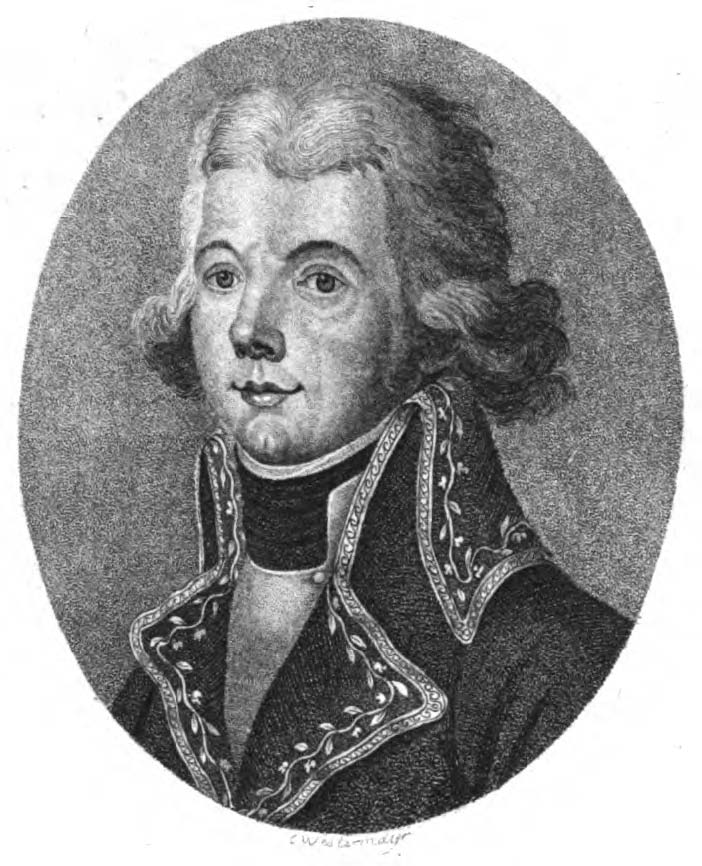
Étienne Marchand
(Kupferstich von Conrad Westermayr, 1805)

Étienne Marchand (* 1755 auf Grenada; † 15. Mai 1793 auf Réunion) war ein französischer Kapitän, Kaufmann und Weltumsegler. Er unternahm mit dem Handelsschiff Solide die zweite französische Erdumseglung nach Louis Antoine de Bougainville. Marchand reklamierte die Erstentdeckung einiger Inseln der Marquesas für sich, musste jedoch später feststellen, dass ihm der Amerikaner Joseph Ingraham zuvorgekommen war.

## Leben
Étienne Marchand wurde 1755 auf der Insel Grenada geboren, als diese noch französische Kolonie war. Er diente in der französischen Handelsmarine und erreichte den Rang eines Kapitäns. Auf der Rückreise von Bengalen traf er 1788 auf St. Helena den britischen Marineoffizier Nathaniel Portlock, der als Maat mit James Cook auf dessen dritter Reise (1776–1780) gesegelt war. Dabei hatte er die Möglichkeiten des Pelzhandels im Nordpazifik kennengelernt. Portlock befand sich auf dem Rückweg von einer profitablen Handelsexpedition, die ihn von der Nordwestküste Amerikas nach China geführt hatte.
In Frankreich angekommen, gewann Marchand die Brüder Jean und David Baux, vermögende hugenottische Händler aus Marseille, für seinen Plan eines Pelzhandels zwischen Nordwestamerika und China. Die Brüder Baux rüsteten 1790 auf eigene Kosten ein Schiff für eine Handelsreise in den Nordpazifik aus.
Die Solide war ein 23 m langes Handelsschiff von 300 tons, mit Kupfer beschlagen. Sie wurde in Marseille mit der notwendigen Ausrüstung sowie Tausch- und Handelsgütern versehen, denn die Fahrt der Solide war ein rein kommerzielles Unternehmen. Das Kommando über das Schiff erhielt Étienne Marchand.
Am 14. Dezember 1790 fuhr die Solide von Marseille ab, durchquerte die Straße von Gibraltar und segelte über Teneriffa und die Kapverdischen Inseln in den Südatlantik. Zu Jahresbeginn 1791 umrundete die Solide Kap Hoorn und segelte, ohne das südamerikanische Festland zu berühren, zu den Marquesas, die am 12. Juni 1791 in Sicht kamen. Am 14. Juni 1791 ankerte die Solide in der Madre-de-Dios-Bucht (Bucht von Vaitahu) der Insel Dominica (Hiva Oa), die der Spanier Alvaro de Mendaña de Neyra bereits 1595 für Europa entdeckt hatte. Dort hielt sich Marchand zwei Tage auf, um Wasser und Lebensmittel aufzunehmen. Am 16. Juni 1791 segelte die Solide Richtung west-nordwest und Marchand sichtete am Horizont eine Insel, die er Île Marchand (Ua Pou) nannte.:172 Er ging in der Bucht von Hakahau und einen Tag später in der Bucht von Hakahetau an Land und es kam zu einer friedlichen Begegnung mit den Ureinwohnern. Am 21. Juni erreichte Marchand Ua Huka, dem er nach seinem Schiff den Namen Île du Solide gab, und am 22. Juni kam eine weitere Insel in Sicht, die er nach seinen Reedern Île Baux (Nuku Hiva) nannte.:172 Nordwestlich davon lag eine kleine Insel mit vorgelagertem Felsriff, die er Les Deux Frères (Motu Iti) nach den Brüdern Baux taufte. Marchand entdeckte zwei weitere Inseln, denen er die Namen Île Masse (Eiao) und Île Chanal (Hatutu) gab, nach seinen Offizieren Pierre Masse und Prosper Chanal.
Am 24. Juni 1791 segelte Marchand von den Marquesas ab zur Nordwestküste Nordamerikas. An der nordamerikanischen Westküste, auf den Queen Charlotte Islands und Vancouver Island verbrachte er einige Wochen, um Pelze einzutauschen, die er über Hawaii nach China brachte. Er erreichte Macau am 27. November 1791. Dort traf er auf den schwer erkrankten Joseph Ingraham, den Claude Roblet, der Schiffsarzt der Solide, behandelte. Dabei musste Marchand feststellen, dass Ingraham die von ihm entdeckten Inseln der Marquesas schon zwei Monate zuvor erblickt hatte.:134
Über Mauritius fuhr Marchand zurück nach Frankreich und kam am 14. August 1792 in Toulon an, nachdem die Solide die Erde einmal umfahren hatte.
Obwohl die Reise keinen Gewinn abwarf, da er seine Pelze in China nicht verkaufen konnte, war sein fünfbändiger Reisebericht, den Comte de Fleurieu posthum 1798 in Paris veröffentlichte, ein kommerzieller Erfolg. Marchand starb am 15. Mai 1793 auf der Insel Réunion.

## Schriften
- Voyage autour du monde, pendant les années 1790, 1791, et 1792 par Étienne Marchand … Paris 1798 (online bei Google Books: Bd. 1, Bd. 2, Bd. 3, Bd. 4, Bd. 5).